# Prêmio Bancroft (Universidade Columbia)
O Prêmio Bancroft (em inglês:  Bancroft Prize) é um prêmio de literatura e ciência da Universidade Columbia para livros sobre história e diplomacia dos Estados Unidos.
É concedido desde 1948. É denominado em memória do historiador Frederic Bancroft (1860–1945).

## Recipientes
| Ano  | Autor e obra |
| ---- | --- |
| 1948 | Allan Nevins. Ordeal of the Union. New York: Charles Scribner and Sons, 1947. |
| 1948 | Bernard DeVoto. Across the Wide Missouri. New York: Houghton Mifflin, 1947. |
| 1949 | Robert E. Sherwood. Roosevelt and Hopkins. New York: Harper & Brothers, 1948. |
| 1949 | Samuel Eliot Morison. The Rising Sun in the Pacific. New York: Little, Brown, 1948. |
| 1950 | Lawrence Henry Gipson. The Victorious Year, 1758–1760. New York: Alfred A. Knopf, 1949. Vol. VII of The Great War for Empire. |
| 1950 | Herbert Eugene Bolton. Coronado. Whittlesey House and the University of New Mexico Press, 1949. |
| 1951 | Arthur N. Holcombe. Our More Perfect Union. Cambridge, MA: Harvard University Press, 1950. |
| 1951 | Henry Nash Smith :Virgin Land. Cambridge, MA: Harvard University Press, 1950. |
| 1952 | Merlo J. Pusey. Charles Evans Hughes. New York: Macmillan, 1951. |
| 1952 | C. Vann Woodward. Origins of the New South, 1877–1913. Baton Rouge, LA: Louisiana State University Press, 1951. |
| 1953 | George Dangerfield. The Era of Good Feelings. New York: Harcourt, Brace, 1952. |
| 1953 | Eric F. Goldman. Rendezvous with Destiny. New York: Alfred A. Knopf, 1952. |
| 1954 | Clinton Rossiter. Seedtime of the Republic. New York: Harcourt, Brace, 1953. |
| 1954 | William L. Langer, S. Everett Gleason. The Undeclared War. New York: Harper & Bros., 1953. |
| 1955 | Paul Horgan. Great River, The Rio Grande. Rinehart, 1954. |
| 1955 | Leonard D. White. The Jacksonians. New York: Macmillan, 1954. |
| 1956 | Elizabeth Stevenson. Henry Adams. New York: Macmillan, 1955. |
| 1956 | James G. Randall, Richard N. Current. Last Full Measure: Lincoln the President. New York: Dodd, Mead, 1955. |
| 1957 | George F. Kennan. Russia Leaves the War. Princeton, NJ: Princeton University Press, 1956. |
| 1957 | Arthur S. Link. Wilson: The New Freedom. Princeton, NJ: Princeton University Press, 1956. |
| 1958 | Arthur M. Schlesinger. The Crisis of the Old Order. New York: Houghton Mifflin, 1957. |
| 1958 | Frank Luther Mott. A History of American Magazines. Vol. 4. Cambridge, MA: The Belknap Press of Harvard University Press, 1957. |
| 1959 | Ernest Samuels. Henry Adams, The Middle Years. Cambridge, MA: The Belknap Press of Harvard University Press, 1958. |
| 1959 | Daniel J. Boorstin. The Americans: The Colonial Experience. New York: Random House, 1958. |
| 1960 | R. R. Palmer. The Age of the Democratic Revolution: A Political History of Europe and America, 1760–1800. Princeton, NJ: Princeton University Press, 1959.                                                                                |
| 1960 | Margaret Leech. In the Days of McKinley. New York: Harper & Bros., 1959. |
| 1961 | Merrill D. Peterson. The Jefferson Image in the American Mind. Oxford, Eng.: Oxford University Press, 1960. |
| 1961 | Arthur S. Link. Wilson: The Struggle for Neutrality, 1914–1915. Princeton, NJ: Princeton University Press, 1960. |
| 1962 | Lawrence A. Cremin. The Transformation of the School. New York: Alfred A. Knopf, 1961. |
| 1962 | Felix Gilbert. To the Farewell Address: Ideas of Early American Foreign Policy. Princeton, NJ: Princeton University Press, 1961. |
| 1962 | Martin Duberman. Charles Francis Adams, 1807–1866. New York: Houghton Mifflin, 1961. |
| 1963 | Page Smith. John Adams. New York: Doubleday, 1962. |
| 1963 | Roberta Wohlstetter. Pearl Harbor: Warning and Decision. Palo Alto, CA: Stanford University Press, 1962. |
| 1963 | John G. Stoessinger. The Might of Nations: World Politics in Our Time. New York: Random House, 1962. |
| 1964 | William E. Leuchtenburg. Franklin D. Roosevelt and the New Deal, 1932–1940. New York: Harper & Row, 1963. |
| 1964 | John Lewis Thomas. The Liberator: William Lloyd Garrison. New York: Little, Brown, 1963. |
| 1964 | Paul Seabury. Power, Freedom, and Diplomacy: The Foreign Policy of the United States of America. New York: Random House, 1963. |
| 1965 | Bradford Perkins. Castlereagh and Adams: England and the United States, 1812–1823. Berkeley, CA: University of California Press, 1964. |
| 1965 | William B. Willcox. Portrait of a General: Sir Henry Clinton in the War of Independence. New York: Alfred A. Knopf, 1964. |
| 1965 | Dorothy Borg. The United States and the Far Eastern Crisis of 1933–1938. Cambridge, MA: Harvard University Press, 1964. |
| 1966 | Richard B. Morris. The Peacemakers: The Great Powers and American Independence. New York: Harper & Row, 1965. |
| 1966 | Theodore Friend. Between Two Empires: The Ordeal of the Philippines, 1929–1946. New Haven, CT: Yale University Press, 1965. |
| 1967 | William W. Freehling. Prelude to Civil War: The Nullification Controversy in South Carolina, 1816–1836. New York: Harper & Row, 1966. |
| 1967 | Charles Sellers. James K. Polk, Continentalist, 1843–1846. Vol. II. Princeton, NJ: Princeton University Press, 1966. |
| 1967 | James Sterling Young. The Washington Community, 1800–1828. Princeton, NJ: Princeton University Press, 1966. |
| 1968 | Henry Allen Bullock. A History of Negro Education in the South from 1619 to the Present. Cambridge, MA: Harvard University Press, 1967.                                                                                                   |
| 1968 | Richard Bushman. From Puritan to Yankee: Character and Social Order in Connecticut, 1690–1765. Cambridge, MA: Harvard University Press, 1967.                                                                                             |
| 1968 | Bernard Bailyn. The Ideological Origins of the American Revolution. Cambridge, MA: The Belknap Press of Harvard University Press, 1967.                                                                                                   |
| 1969 | Winthrop Jordan. White over Black: American Attitudes Toward the Negro, 1550–1812. Chapel Hill, NC: University of North Carolina Press for the Institute of Early American History and Culture, 1968.                                     |
| 1969 | N. Gordon Levin. Woodrow Wilson and World Politics: America's Response to War and Revolution. Oxford, Eng.: Oxford University Press, 1968.                                                                                                |
| 1969 | Rexford Tugwell. The Brains Trust. New York: The Viking Press, 1968. |
| 1970 | Charles Sellers. Charles Willson Peale. New York: Charles Scribner's Sons, 1969 |
| 1970 | Gordon S. Wood. The Creation of the American Republic, 1776–1787. Chapel Hill, NC: University of North Carolina Press for the Institute of Early American History and Culture, 1969.                                                      |
| 1970 | Dan T. Carter. Scottsboro: A Tragedy of the American South. Baton Rouge, LA: Louisiana State University Press, 1969. |
| 1971 | Erik Barnouw. The Image Empire: A History of Broadcasting in the United States from 1953. Vol. III. Oxford, Eng.: Oxford University Press, 1970.                                                                                          |
| 1971 | David M. Kennedy. Birth Control in America: The Career of Margaret Sanger. New Haven, CT: Yale University Press, 1970. |
| 1971 | Joseph Frazier Wall. Andrew Carnegie. Oxford, Eng.: Oxford University Press, 1970. |
| 1972 | Carl Neumann Degler. Neither Black Nor White. New York: Macmillan, 1971. |
| 1972 | Robert Middlekauff. The Mathers: Three Generations of Puritan Intellectuals, 1596–1728. Oxford, Eng.: Oxford University Press, 1971. |
| 1972 | Samuel Eliot Morison. The European Discovery of America: The Northern Voyages. Oxford, Eng.: Oxford University Press, 1971. |
| 1973 | Frances FitzGerald. Fire in the Lake: The Vietnamese and the Americans in Vietnam. Boston: Atlantic, Little, Brown, 1972. |
| 1973 | John Lewis Gaddis. The United States and the Origins of the Cold War. New York: Columbia University Press, 1972. |
| 1973 | Louis R. Harlan. Booker T. Washington. Oxford, Eng.: Oxford University Press, 1972. |
| 1974 | Ray Allen Billington. Frederick Jackson Turner: Historian, Scholar, Teacher. Oxford, Eng.: Oxford University Press, 1973. |
| 1974 | Townsend Hoopes. The Devil and John Foster Dulles. Boston: Atlantic, Little, Brown, 1973. |
| 1974 | Stephan Thernstrom. The Other Bostonians: Poverty and Progress in the American Metropolis, 1880–1970. Cambridge, MA: Harvard University Press, 1973.                                                                                      |
| 1975 | Robert Fogel, Stanley Engerman. Time on the Cross: The Economics of American Negro Slavery und Time on the Cross: Evidence and Methods. Boston: Atlantic, Little, Brown, 1974.                                                            |
| 1975 | Alexander L. George und Richard Smoke. Deterrence in American Foreign Policy: Theory and Practice. New York: Columbia University Press, 1974.                                                                                             |
| 1975 | Eugene D. Genovese. Roll, Jordan, Roll. New York: Pantheon, 1974. |
| 1976 | David Brion Davis. The Problem of Slavery in the Age of Revolution, 1770–1823. Ithaca, NY: Cornell University Press, 1975. |
| 1976 | R. W. B. Lewis. Edith Wharton: A Biography. New York: Harper & Row, 1975. |
| 1977 | Alan Dawley. Class and Community: The Industrial Revolution in Lynn. Cambridge, MA: Harvard University Press, 1976. |
| 1977 | Robert A. Gross. The Minutemen and Their World. New York: Hill and Wang, 1976. |
| 1977 | Barry W. Higman. Slave Population and Economy in Jamaica, 1807–1834. Cambridge, Eng.: Cambridge University Press, 1976. |
| 1978 | Alfred D. Chandler. The Visible Hand: The Managerial Revolution in American Business. Cambridge, MA: Harvard University Press, 1977. |
| 1978 | Morton Horwitz. The Transformation of American Law, 1780–1860. Cambridge, MA: Harvard University Press, 1977. |
| 1979 | Christopher Thorne. Allies of a Kind: The United States, Britain, and the War Against Japan, 1941–1945. Oxford, Eng.: Oxford University Press, 1978.                                                                                      |
| 1979 | Anthony F. C. Wallace. Rockdale: The Growth of An American Village in the Early Industrial Revolution. New York: Alfred Knopf, 1978. |
| 1980 | Robert Dallek. Franklin D. Roosevelt and American Foreign Policy, 1932–1945. Oxford, Eng.: Oxford University Press, 1979. |
| 1980 | Thomas Dublin. Women at Work: The Transformation of Work and Community in Lowell, Massachusetts, 1826–1860. New York: Columbia University Press, 1979.                                                                                    |
| 1980 | Donald Worster. Dust Bowl: The Southern Plains in the 1930s. Oxford, Eng.: Oxford University Press, 1979. |
| 1981 | Ronald Steel. Walter Lipmann and the American Century. New York: Little, Brown, 1980. |
| 1981 | Jean Strouse. Alice James: A Biography. New York: Houghton Mifflin, 1980. |
| 1982 | Edward Countryman. A People in Revolution: The American Revolution and Political Society in New York, 1760–1790. Baltimore, MD: The Johns Hopkins University Press, 1981.                                                                 |
| 1982 | Mary P. Ryan. Cradle of the Middle Class: The Family in Oneida County, New York, 1790–1865. Cambridge, Eng.: Cambridge University Press, 1981.                                                                                            |
| 1983 | John Putnam Demos. Entertaining Satan: Witchcraft and the Culture of Early New England. Oxford, Eng.: Oxford University Press, 1982. |
| 1983 | Nick Salvatore. Eugene V. Debs: Citizen and Socialist. Champaign, IL: University of Illinois Press, 1982. |
| 1984 | Louis R. Harlan. Booker T. Washington: The Wizard of Tuskegee, 1901–1915. Oxford, Eng.: Oxford University Press, 1982. |
| 1984 | Paul Starr. The Social Transformation of American Medicine: The Rise of a Sovereign Profession and the Making of a Vast Industry. New York: Basic Books, 1983.                                                                            |
| 1985 | Suzanne Lebsock. The Free Women of Petersburg: Status and Culture in a Southern Town, 1784–1860. New York: Norton, 1984. |
| 1985 | Kenneth Silverman. The Life and Times of Cotton Mather. New York: Harper & Row, 1984. |
| 1986 | Kenneth T. Jackson. Crabgrass Frontier: The Suburbanization of the United States. Oxford, Eng.: Oxford University Press, 1985. |
| 1986 | Jacqueline Jones. Labor of Love, Labor of Sorrow: Black Women, Work, and the Family from Slavery to the Present. New York: Basic Books, 1985.                                                                                             |
| 1987 | Thomas Doerflinger. A Vigorous Spirit of Enterprise: Merchants and Economic Development in Revolutionary Philadelphia. Chapel Hill, NC: University of North Carolina Press for the Institute of Early American History and Culture, 1986. |
| 1987 | Roger Lane. Roots of Violence in Black Philadelphia, 1860–1900. Cambridge, MA: Harvard University Press, 1986. |
| 1988 | Michael S. Sherry. The Rise of American Air Power: The Creation of Armageddon. New Haven, CT: Yale University Press, 1987. |
| 1988 | Peter Kolchin. Unfree Labor: American Slavery and Russian Serfdom. Cambridge, MA: Harvard University Press, 1987. |
| 1989 | Eric Foner. Reconstruction: America's Unfinished Revolution, 1863–1877. New York: Harper & Row, 1988. |
| 1989 | Edmund S. Morgan. Inventing the People: The Rise of Popular Sovereignty in England and America. New York: W. W. Norton, 1988. |
| 1990 | James Merrell. The Indians' New World: Catawbas and Their Neighbors from European Contact through the Era of Removal. Chapel Hill, NC: University of North Carolina Press for the Institute of Early American History and Culture, 1989.  |
| 1990 | Neil R. McMillen. Dark Journey: Black Mississippians in the Age of Jim Crow. Champaign, IL: University of Illinois Press, 1989. |
| 1991 | Lizabeth Cohen. Making a New Deal: Industrial Workers in Chicago, 1919–1939. Cambridge, Eng.: Cambridge University Press, 1990. |
| 1991 | Laurel Thatcher Ulrich. A Midwife's Tale: The Life of Martha Ballard, Based on Her Diary, 1785–1812. New York: Alfred A. Knopf, 1990. |
| 1992 | William Cronon. Nature's Metropolis: Chicago and the Great West. New York: W. W. Norton, 1991. |
| 1992 | Charles Royster. The Destructive War: William Tecumseh Sherman, Stonewall Jackson, and the Americans. New York: Alfred A. Knopf, 1991. |
| 1993 | Charles Capper. The Private Years. Oxford, Eng.: Oxford University Press, 1992. Vol. 1 of Margaret Fuller: An American Romantic Life. |
| 1993 | Melvyn P. Leffler. A Preponderance of Power: National Security, the Truman Administration, and the Cold War. Palo Alto, CA: Stanford University Press, 1992.                                                                              |
| 1994 | Stanley Elkins, Eric McKitrick. The Age of Federalism: The Early American Republic, 1788–1800. Oxford, Eng.: Oxford University Press, 1993.                                                                                               |
| 1994 | Winthrop Jordan. Tumult and Silence at Second Creek: An Inquiry into a Civil War Slave Conspiracy. Baton Rouge, LA: Louisiana State University Press, 1993.                                                                               |
| 1994 | David Levering Lewis. W. E. B. DuBois: The Biography of a Race, 1868–1919. New York: Henry Holt, 1993. |
| 1995 | John L. Brooke. The Refiner's Fire: The Making of Mormon Cosmology, 1644–1844. Cambridge, Eng.: Cambridge University Press, 1994. |
| 1995 | John Dittmer. Local People: The Struggle for Civil Rights in Mississippi. Champaign, IL: University of Illinois Press, 1994. |
| 1996 | Alan Taylor. William Cooper's Town: Power and Persuasion on the Frontier of the Early American Republic. New York: Alfred A. Knopf, 1995.                                                                                                 |
| 1996 | David S. Reynolds. Walt Whitman's America: A Cultural Biography. New York: Alfred A. Knopf, 1995. |
| 1997 | David E. Kyvig. Explicit and Authentic Acts: Amending the U.S. Constitution, 1776–1795. Lawrence, KS: University of Kansas Press, 1996.                                                                                                   |
| 1997 | James T. Patterson. Grand Expectations: The United States, 1945–1974. Oxford, Eng.: Oxford University Press, 1996. |
| 1998 | Christine Leigh Heyrman. Southern Cross: The Beginnings of the Bible Belt. New York: Alfred A. Knopf, 1997. |
| 1998 | Walter LaFeber. The Clash: A History of U.S.-Japan Relations. New York: W. W. Norton, 1997. |
| 1998 | Thomas Sugrue. The Origins of the Urban Crisis: Race and Inequality in Postwar Detroit. Princeton, NJ: Princeton University Press, 1997.                                                                                                  |
| 1999 | Ira Berlin. Many Thousands Gone: The First Two Centuries of Slavery in North America. Cambridge, MA: Harvard University Press, 1998. |
| 1999 | Philip D. Morgan. A Slave Counterpoint: Black Culture in Eighteenth-Century Chesapeake and Low Country. Chapel Hill, NC: University of North Carolina Press for the Omohundro Institute of Early American History and Culture, 1998.      |
| 1999 | Jill Lepore. The Name of War: King Philip's War and the Origins of American Identity. New York: Alfred A. Knopf, 1998. |
| 2000 | James Merrell. Into the American Woods: Negotiators on the American Frontier. New York: W. W. Norton, 1999. |
| 2000 | John W. Dower. Embracing Defeat: Japan in the Wake of World War II. New York: W. W. Norton and The New Press, 1999. |
| 2000 | Linda Gordon. The Great Arizona Orphan Abduction. Cambridge, MA: Harvard University Press, 1999. |
| 2001 | Michael A. Bellesiles. Arming America: The Origins of a National Gun Culture. New York: Alfred A. Knopf, 2000. (2002 zurückgezogen wegen wissenschaftlichem Fehlverhalten)                                                                |
| 2001 | Susan Lee Johnson. Roaring Camp: The Social World of the California Gold Rush. New York: W. W. Norton, 2000. |
| 2001 | David Nasaw. The Chief: The Life of William Randolph Hearst. New York: Houghton Mifflin, 2000. |
| 2002 | David W. Blight. Race and Reunion: The Civil War in American Memory. Cambridge, MA: Belknap Press of Harvard University Press, 2001. |
| 2002 | Alice Kessler-Harris. In Pursuit of Equity: Women, Men, and the Quest for Economic Citizenship in 20th-Century America. Oxford, Eng.: Oxford University Press, 2001.                                                                      |
| 2003 | James F. Brooks. Captives and Cousins: Slavery, Kinship, and Community in the Southwest Borderlands. Chapel Hill, NC: University of North Carolina Press for the Omohundro Institute of Early American History and Culture, 2002.         |
| 2003 | Alan Gallay. The Indian Slave Trade: The Rise of the English Empire in the American South, 1670–1717. New Haven, CT: Yale University Press, 2002.                                                                                         |
| 2004 | Edward L. Ayers. In the Presence of Mine Enemies: War in the Heart of America, 1859–1863. New York: W. W. Norton, 2003. |
| 2004 | Steven Hahn. A Nation Under Our Feet: Black Political Struggles in the Rural South from Slavery to the Great Migration. Cambridge, MA: Belknap Press of Harvard University Press, 2003.                                                   |
| 2004 | George M. Marsden. Jonathan Edwards: A Life. New Haven, CT: Yale University Press, 2003. |
| 2005 | Melvin Patrick Ely. Israel on the Appomattox: A Southern Experiment in Black Freedom from the 1790s Through the Civil War. New York: Alfred A. Knopf, 2004.                                                                               |
| 2005 | Michael Klarman. From Jim Crow to Civil Rights: The Supreme Court and the Struggle for Racial Equality. Oxford, Eng.: Oxford University Press, 2004.                                                                                      |
| 2005 | Michael O’Brien. Conjectures of Order: Intellectual Life and the American South, 1810–1860. Chapel Hill, NC: University of North Carolina Press, 2004.                                                                                    |
| 2006 | Erskine Clarke. Dwelling Place: A Plantation Epic. New Haven: Yale University Press, 2005. |
| 2006 | Odd Arne Westad. The Global Cold War: Third World Interventions and the Making of Our Times. Cambridge and New York: Cambridge University Press, 2005.                                                                                    |
| 2006 | Sean Wilentz. The Rise of American Democracy: Jefferson to Lincoln. New York: W. W. Norton, 2005. |
| 2007 | Jack T. Kirby. Mockingbird Song: Ecological Landscapes of the South. Chapel Hill, NC: University of North Carolina Press, 2006. |
| 2007 | Robert D. Richardson. William James: In the Maelstrom of American Modernism. Boston, MA: Houghton Mifflin, 2006. |
| 2008 | Allan M. Brandt. The Cigarette Century: The Rise, Fall, and Deadly Persistence of the Product that Defined America. New York: Basic Books, 2007.                                                                                          |
| 2008 | Charles Postel. The Populist Vision. New York: Oxford University Press, 2007. |
| 2008 | Peter Silver. Our Savage Neighbors: How Indian War Transformed Early America. New York: W. W. Norton, 2007. |
| 2009 | Thomas G. Andrews. Killing for Coal: America's Deadliest Labor War. Cambridge, MA: Harvard University Press, 2008. |
| 2009 | Drew Gilpin Faust. This Republic of Suffering: Death and the American Civil War. New York: Alfred A. Knopf, 2008. |
| 2009 | Pekka Hämäläinen. The Comanche Empire. New Haven, CT: Yale University Press, 2008. |
| 2010 | Linda Gordon. Dorothea Lange: A Life Beyond Limits. New York: W.W. Norton & Company, 2009. |
| 2010 | Woody Holton. Abigail Adams. New York: Free Press, 2009. |
| 2010 | Margaret D. Jacobs. White Mother to a Dark Race: Settler Colonialism, Maternalism, and the Removal of Indigenous Children in the American West and Australia, 1880–1940. Lincoln, NE: University of Nebraska Press, 2009.                 |
| 2011 | Sara Dubow. Ourselves Unborn: A History of the Fetus in Modern America. New York: Oxford University Press, 2010. |
| 2011 | Eric Foner. The Fiery Trial: Abraham Lincoln and American Slavery. New York: W. W. Norton & Company, 2010. |
| 2011 | Christopher Tomlins. Freedom Bound: Law, Labor, and Civic Identity in Colonizing English America, 1580–1865. Cambridge, Eng., and New York: Cambridge University Press, 2010.                                                             |
| 2012 | Anne F. Hyde. Empires, Nations and Families: A History of the North American West, 1800–1860. University of Nebraska, 2011. |
| 2012 | Daniel T. Rodgers. Age of Fracture. Belknap Press of Harvard University, 2011. |
| 2012 | Tomiko Brown-Nagin. Courage to Dissent: Atlanta and the Long History of the Civil Rights Movement. Oxford University Press, 2011. |
| 2013 | W. Jeffrey Bolster. The Mortal Sea: Fishing the Atlantic in the Age of Sail. Belknap Press of Harvard University, 2012. |
| 2013 | John Fabian Witt. Lincoln’s Code: The Laws of War in American History. Free Press, 2012. |
| 2014 | Ira Katznelson. Fear Itself: The New Deal and the Origins of Our Time. Liveright Publishing Corporation / W.W. Norton & Company, 2013. |
| 2014 | Ari Kelman. A Misplaced Massacre: Struggling over the Memory of Sand Creek. Harvard University Press, 2013. |
| 2015 | Sven Beckert. Empire of Cotton: A Global History. Alfred A. Knopf, 2014. |
| 2015 | Greg Grandin. The Empire of Necessity. Metropolitan Books/Henry Holt & Company, 2014. |
| 2016 | Deborah A. Rosen. Border Law: The First Seminole War and American Nationhood. Harvard University Press, 2015. |
| 2016 | Mary Sarah Bilder. Madison's Hand: Revising the Constitutional Convention. Harvard University Press, 2015. |
| 2016 | Andrew Lipman. The Saltwater Frontier: Indians and the Contest for the American Coast. Yale University Press, 2015. |
| 2017 | Andrés Reséndez. The Other Slavery: The Uncovered Story of Indian Enslavement in America. Houghton Mifflin Harcourt, 2016. |
| 2017 | Heather Ann Thompson. Blood in the Water: The Attica Prison Uprising of 1971 and Its Legacy. Pantheon Books, 2016. |
| 2017 | Nancy Tomes. Remaking the American Patient: How Madison Avenue and Modern Medicine Turned Patients into Consumers. University of North Carolina Press, 2016.                                                                              |
| 2018 | Waldo Heinrichs, Marc Gallicchio. Implacable Foes: War in the Pacific, 1944–1945. Oxford University Press. |
| 2018 | Louis S. Warren. God's Red Son: The Ghost Dance Religion and the Making of Modern America. Basic Books. |
| 2018 | Douglas L. Winiarski. Darkness Falls on the Land of Light: Experiencing Religious Awakenings in Eighteenth-Century New England. The University of North Carolina Press, Omohundro Institute of Early American History and Culture, 2017   |
| 2019 | David W. Blight. Frederick Douglass: Prophet of Freedom. Simon & Schuster, 2018. |
| 2019 | Lisa Brooks. Our Beloved Kin: A New History of King Philip's War. Yale University Press, 2019. |